# 7-Zip
7-Zip är ett komprimeringsprogram släppt som fri programvara med öppen källkod och är gratis att använda. Programmet är utvecklat av Igor Pavlov och påbörjades år 1999. Det distribueras under licensen GNU Lesser General Public License (LGPL), BSD-licens för AES, samt RAR-licensen med restriktioner.
7-Zip fungerar först och främst med arkivformatet 7z men kan även läsa många andra arkivformat. Programmet har dels en kommandoradsversion (alla system), dels en med grafiskt användargränssnitt (enbart Windows). Programmet kan också användas via shellintegreringen i Utforskaren.
7-Zip fungerar under alla versioner av Windows sedan Windows 95, både i 32- och 64-bitars versioner. Programmet finns i form av p7zip för Mac OS och Unix-lika system såsom Linux och FreeBSD. Programmet finns även släppt för DOS i två versioner; en DOS port baserad på p7zip, samt Windows kommandoradsversion som använder HX-DOS extender. p7zip innehåller inget grafiskt användargränssnitt. En grafisk version för Mac OS X finns i form av EZ 7z utvecklad av Leif Heflin.
7-Zip är vinnaren av SourceForge.net 2007 community choice awards för "Teknisk Design" och för "Bästa Projekt".

## Egenskaper
De främsta funktionerna i 7-Zip:
- 7-Zip är fri programvara distribuerad under GNU LGPL
- Hög komprimering i nya 7z-formatet med LZMA komprimering
- Snabb komprimering och extrahering
- Möjlighet att skapa självuppackande arkiv i 7z-formatet
- Stark AES-256 kryptering i 7z och ZIP format
- Integration med Windows höger-klicksmeny
- Filhanterare
- Kommandoradsversion
- Insticksmodul till FAR Manager
- Översatt till 72 språk inklusive svenska

### Format som stöds
Komprimera och extrahera: 7Z, BZIP2, GZIP, TAR, ZIP

Packa upp: ARJ, CAB, CHM, CPIO, DEB, DMG, HFS, ICO, LZH, LZMA, MSI, NSIS, RAR, RPM, SPLIT, UDF, WIM, XAR, Z
För ZIP- och GZIP-formaten blir filer komprimerade med 7-Zip i genomsnitt ungefär 2-10% mindre än med PKZIP och WinZip.

## Numrering av versioner
Efter 4.65 bytte 7-Zip numreringen på versionerna till "år.månad", liknande Ubuntu Linux och andra projekt. Den första versionen med denna numrering var 9.07.